# Gomma adragante

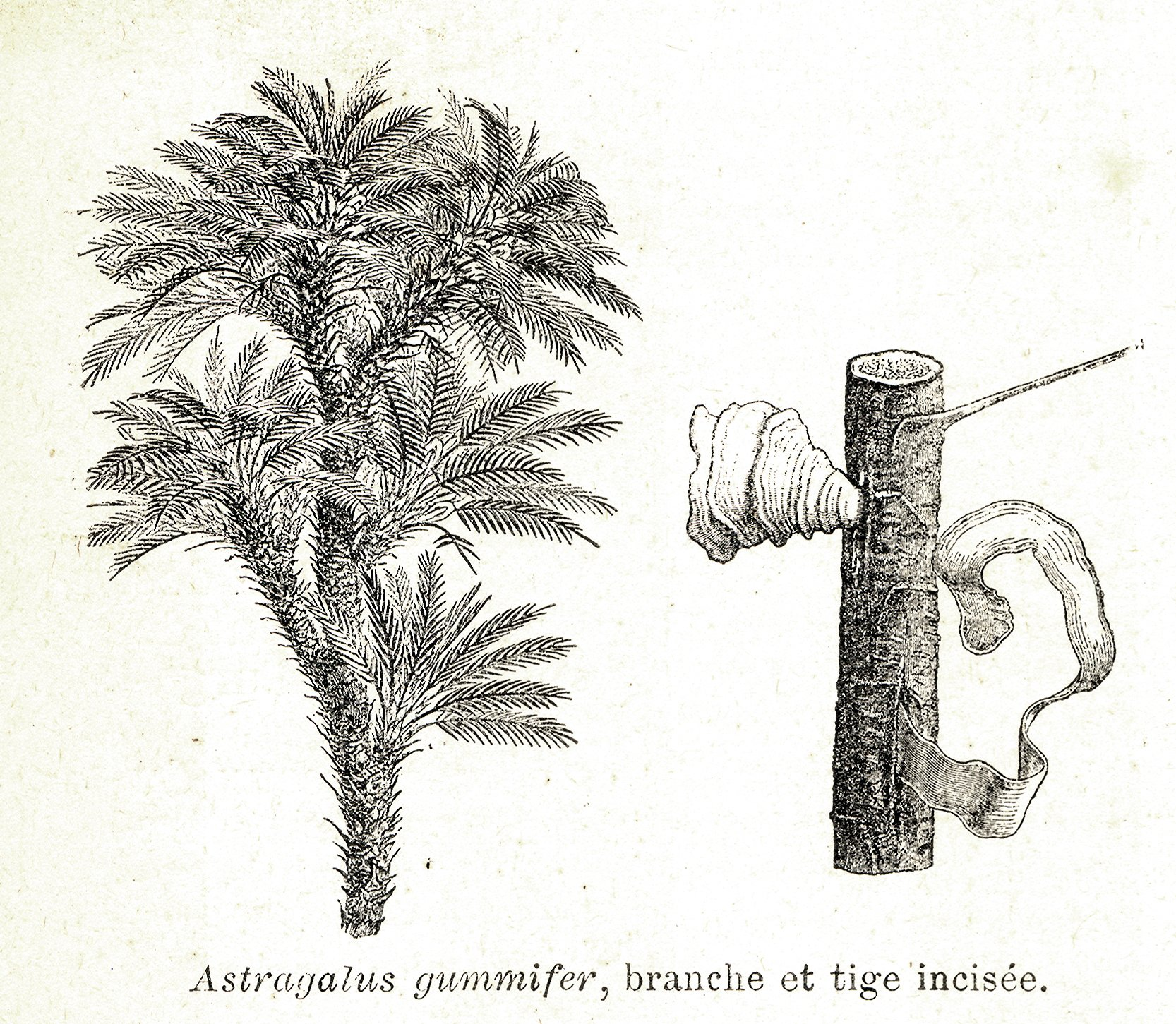
LAstragalus gummifer, incisione tratta dal Dictionnaire encyclopédique de l'épicerie et des industries annexes di Albert Seigneurie, edito a Parigi da L'épicier nel 1904 (p. 28).

La gomma adragante (più raramente chiamata anche "gomma da tragacanto") è un essudato secco ricavato dai fusti e dai rami di una ventina di specie di leguminose del genere Astragalus, in particolare Astragalus adscendens, Astragalus creticus, Astragalus gummifer e Astragalus tragacantha, originarie del sudest europeo e del sudovest asiatico. Il maggior produttore mondiale è infatti l'Iran, ma è presente anche in Iraq, Siria, Kurdistan turco e Grecia.
Il termine adragante, o dragante, deriva dal greco τραγάκανθα tragákantha, da τράγος trágos ‘caprone’ e ἂκανθα ákantha ‘spina’, quindi ‘spina del caprone’. Infatti queste pianticelle sono munite di spine e ricoperte da un lattice biancastro e mucillaginoso che trasuda dalle fenditure dei rami e che ricorda appunto la lana delle capre.
Oltre che dalle piante, la gomma adragante oggi può essere ottenuta anche sinteticamente. È costituita essenzialmente da polisaccaridi naturali ad elevato peso molecolare (galattoarabani e polisaccaridi acidi) che, per idrolisi, danno acido galatturonico, galattosio, arabinosio, xilosio e fucosio. Possono esservi presenti anche piccoli quantitativi di ramnosio e di glucosio derivanti da tracce di amido e/o di cellulosa.
La gomma adragante è viscosa, inodore, insapore e solubile in acqua. Per queste caratteristiche è usata soprattutto in ambito farmaceutico per preparare emulsioni, ma anche nell'industria alimentare come additivo (addensante per salse, sciroppi, caramelle gommose, gelati, decorazioni dolciarie) e in quella tessile (conceria e tintura a stampa tessile). È classificata con la sigla alimentare E413.
Dal punto di vista fitoterapeutico non presenta alcuna tossicità e ha invece proprietà antisettiche, emollienti, anoressanti e lassative (oltre a una riconosciuta capacità ritardante della crescita delle cellule tumorali).